# Volo Union des Transports Aériens de Guinée 141
Il volo Union des Transports Aériens de Guinée 141, o volo UTAGE 141, era un volo charter passeggeri internazionale dall'aeroporto di Conakry, Conakry, Guinea, all'aeroporto Internazionale di Dubai, Dubai, Emirati Arabi Uniti, con scali intermedi a Cotonou (Benin), Cufra (Libia) e Beirut (Libano). Il 25 dicembre 2003, un Boeing 727-200 operante la rotta si schiantò durante il decollo da Cotonou, provocando la morte di 141 persone, la maggior parte delle quali libanesi. Poco dopo l'incidente, 35 sopravvissuti furono trovati dalle squadre di ricerca e soccorso. Alcuni di loro furono dichiarati morti quando raggiunsero l'ospedale.
Il rapporto finale sull'incidente, pubblicato dal Bureau d'Enquêtes et d'Analyses per la Sécurité de l'Aviation Civile (BEA) francese, concluse che l'incidente si verificò a causa del sovraccarico dell'aereo, poiché il peso effettivo superava i limiti massimi del 727 diminuendo così le sue prestazioni. Il volo 141 decollò, ma non riuscì a guadagnare quota, colpì un localizzatore e precipitò nell'oceano.
Il disastro è stato il 102° che ha coinvolto un Boeing 727. È il peggior incidente aereo nella storia dell'aviazione del Benin e l'undicesimo per numero di vittime che coinvolge un Boeing 727.

## L'aereo
Il velivolo coinvolto era un Boeing 727-200, marche 3X-GDO, numero di serie 21370, numero di linea 1276. Volò per la prima volta il 29 giugno 1977 e venne consegnato ad American Airlines il 12 luglio dello stesso anno. Fu ceduto ad Ariana Afghan Airlines nel gennaio 2003 e poi a Union des Transports Aériens de Guinée il 29 novembre 2003. Era alimentato da 3 motori turboventola Pratt & Whitney JT8D-9A. Al momento dell'incidente, l'aereo aveva circa 26 anni e aveva accumulato 67 186 ore di volo in 67 186 cicli di decollo-atterraggio.

## Passeggeri ed equipaggio
Poiché l'incidente avvenne il giorno di Natale, molti passeggeri erano lavoratori che stavano volando a casa in Libano per godersi le vacanze con le loro famiglie. Oltre un centinaio di passeggeri erano libanesi, mentre il resto proveniva da Togo, Guinea, Libia, Sierra Leone, Palestina, Siria, Nigeria e Iran. Tra i passeggeri c'erano 15 peacekeeper delle Nazioni Unite del Bangladesh di ritorno dalle loro funzioni in Sierra Leone e Liberia.
Fu impossibile determinare il numero esatto di passeggeri, poiché si ritenne che a bordo vi fossero più persone di quelle elencate sul manifesto di volo.
Tutti e tre i membri dell'equipaggio avevano precedentemente volato per Libyan Arab Airlines e avevano effettuato il loro primo volo con la compagnia aerea l'8 dicembre 2003. Il comandante era un maschio di 49 anni con 11 000 ore di volo, di cui 8 000 su Boeing 727. il primo ufficiale era un maschio di 49 anni, le cui informazioni non sono riportate nel rapporto sull'incidente. L'ingegnere di volo era un maschio di 45 anni che aveva 14 000 ore di volo, tutte sul Boeing 727.

## L'incidente
Il volo stava decollando per eseguire la tratta Cotonou (Benin) - Cufra (Libia).
Mentre i passeggeri si imbarcavano, la situazione divenne caotica. Molti salirono a bordo all'ultimo minuto e non si sedettero. Alla fine, l'ordine venne ripristinato nella cabina e il volo fu autorizzato a decollare.
L'aeromobile iniziò la corsa di decollo con il primo ufficiale ai comandi e con il comandante che monitorava gli strumenti. Dopo aver raggiunto la velocità V1, il primo ufficiale tentò di ruotare l'aereo, tirando indietro la barra di comando, ma l'aereo non rispose. Dopo aver applicato più forza, l'aereo finalmente si staccò dal suolo, ma colpì un localizzatore alla fine della pista e perse quota prima di finire su una spiaggia e spezzarsi in più sezioni.
Le squadre di emergenza risposero rapidamente, ma vennero ostacolate da uno scarso coordinamento e da una grande folla di curiosi che circondano il luogo dell'incidente.

## Le indagini
Sull'incidente indagò la Repubblica del Benin con l'aiuto del BEA francese. L'esame del relitto non rivelò alcuna prova di guasto meccanico ai controlli di volo o ai motori dell'aereo. Gli investigatori scoprirono che ai piloti erano state fornite informazioni errate sul peso e sul centro di gravità dell'aereo; venne appurato che l'aereo era molto sovrappeso, con il centro di gravità pericolosamente spostato in avanti. Ciò influenzò probabilmente la capacità dell'aereo di rimanere in volo. Anche le alte temperature della pista influenzarono le prestazioni del velivolo.
Gli investigatori cercarono di determinare perché i piloti avessero tentato di decollare in tali circostanze. Venne scoperto che la compagnia aerea forniva un supporto molto limitato all'equipaggio e che molti manuali e documenti aziendali disponibili erano inesatti o mal scritti. Gli investigatori scoprirono anche che molti membri del personale direttivo della compagnia non avevano conoscenze, organizzazione e competenza adeguate per operare voli charter. Gli investigatori conclusero che la mancanza di una cultura riguardo alla sicurezza all'interno dell'azienda, unita alla pressione per evitare ritardi, mise l'equipaggio in una situazione stressante senza le risorse per prendere la decisione corretta.
L'inchiesta conclusero inoltre che i controlli di sicurezza da parte delle autorità aeronautiche in Africa era inadeguato e non era riuscito a correggere adeguatamente le carenze in materia. Scoprì anche che l'impatto con il localizzatore contribuì alla gravità dell'incidente e rilevò carenze nella risposta all'emergenza.
A seguito dell'incidente, gli investigatori raccomandarono una migliore sorveglianza sulla sicurezza delle compagnie aeree da parte delle autorità aeronautiche africane. Raccomandò inoltre miglioramenti per quanto riguarda il rispetto delle procedure relative al peso e all'equilibrio per il caricamento degli aeromobili.